# Andreas Schulz
Andreas Schulz (født 5. oktober 1951 i Freital) er en tysk tidligere roer.

## Karriere

### Roning
Schulz kom med i den østtyske firer med styrmand, der vandt VM-guld i 1974 og VM-sølv året efter. Han vandt desuden bronze ved de østtyske mesterskaber i 1970, sølv i 1971 og guld i 1975.
Ved OL 1976 i Montreal stillede DDR med Schulz, Rüdiger Kunze, Walter Dießner, Ullrich Dießner samt styrmand Johannes Thomas i fireren med styrmand, og de vandt deres indledende heat i ny olympisk rekordtid (og besejrede blandt andet de forsvarende olympiske mestre fra Vesttyskland). I semifinalen sejrede de også og forbedrede igen OL-rekorden, men denne overtog Sovjetunionen i det følgende heat. I finalen var det Sovjetunionen der var stærkest og vandt sikkert, mens østtyskerne sikrede sig sølv ved at holde vesttyskerne, der fik bronze, bag sig.

## OL-medaljer
- 1976:  Sølv i firer med styrmand